# سید محمد جمال فکوری بهشتی
سید محمد جمال فکوری بهشتی (زاده ۱۳۴۱ ولسوالی ورس بامیان) یک سیاست‌مدار اهل افغانستان است. وی نمایندهٔ مردم بامیان در دوره‌های پانزدهم و شانزدهم مجلس نمایندگان افغانستان بود و در دوره هفدهم پارلمان نیز توانست راه یابد.

## زندگی‌نامه
سید محمد جمال فکوری بهشتی زاده ۱۳۴۱ از منطقه تخت ولسوالی ورس ولایت بامیان است. وی تحصیلات دوران مدرسه خود را در مدرسه دینی علمیهٔ ورس خواند، و توانست مدرک لیسانس خود را در رشته علوم سیاسی از دانشگاه خاتم النبیین کابل کسب کند. وی در زمان جنگ‌های افغانستان از فرماندهان جهادی در حزب شورای اتفاق که به رهبری پدرش بود فعالیت می‌کرد.

## نمایندگی پارلمان

### دوره شانزدهم
وی در این دوره مجلس نمایندگان، عضو کمیسیون امور بین‌المللی بود.

### دوره هفدهم
وی توانست با کسب ۹٫۰۲۱ رأی که ۷.۲ درصد کل آراء از حوزه ولایت بامیان می‌شد به دوره هفدهم مجلس نمایندگان افغانستان راه یابد.

## دیگر فعالیت ها
- فعالیت در امور فرهنگی، سیاسی و اجتماعی در مناطق مرکزی.[۱]
- عضو شورای مرکزی تشکیلات شورای انقلابی اتفاق اسلامی  افغانستان.[۱]
- عضو شورای مرکزی و منشی حزب وحدت اسلامی افغانستان.[۱]
- نماینده مردم بامیان در شورای  حل و عقد.[۱]
- نماینده مردم بامیان در لویه جرگه اضطراری در سال (۱۳۸۱).[۱]
- نماینده مردم بامیان در لویه جرگه تصویب قانون اساسی (۱۳۸۲).[۱]
- عضو جرگه امن منطقه‌ای افغانستان و پاکستان (۱۳۸۶).[۱]
- عضو مجلس نمایندگان در دوره پانزدهم.[۱]